# ネクスト (ジャーニーのアルバム)
『ネクスト』 (Next) は、ジャーニーによる1977年にリリースされた3枚目のスタジオ・アルバム。バンドは、1976年の『未来への招待状』と同じ方式をとっていたが、ファースト・アルバムのプログレッシブ・ロックのスタイルも堅持している。本作は、リード・ボーカルをグレッグ・ローリーがとっている最後のアルバムである。
インストゥルメンタル「クッキー・ダスター」は、かなり早い段階からアルバムで推す曲のリストに加わっていたが、実際には収録されず、カバーアートにもまったく表記されていない。これは、後のコンピレーション・アルバム『TIME3〜永遠の旅立ち (1975-1992)』でリリースされている。
『ネクスト』は、Billboard 200アルバムチャートで85位に達した。
『ネクスト』の制作には加わらなかったが、アルバム・リリースの少し後にジャーニーに加入したリード・ボーカリストのロバート・フライシュマンは、ソングライター、そしてグループの最初の熱心なフロントマンとして、その後のライブでグレッグとともにリード・ボーカルをとっている。

## 評判
| 専門評論家によるレビュー | 専門評論家によるレビュー |
| レビュー・スコア         | レビュー・スコア         |
| 出典                     | 評価                     |
| ------------------------ | ------------------------ |
| Allmusic                 | [ 3 ]                    |

『ネクスト』は、Allmusicで5中2の評価となった。スティーヴン・トーマス・アールワインは、「スティーヴ・ペリーのような影響力のあるリード・ボーカリストがいないこのグループは、中心やポップセンス、ストレートな挑戦に欠けており、結果としてかなり劣ったポップ/ロックになっている」と述べた。しかし、多くの初期ジャーニー・ファンらは、当時のバンド・メンバーは、ポップ・シーンにつけ込まず、より純粋な反響のあるひと味違うジャーニーであると考えている。

## 収録曲
1. スペースマン - "Spaceman" - 4:01（エインズレー・ダンバー、グレッグ・ローリー）
2. ピープル - "People" - 5:21（ダンバー、ローリー、ニール・ショーン）
3. アイ・ウッド・ファインド・ユー - "I Would Find You" - 5:54（テナ・オースティン、ショーン）
4. ヒアー・ウィ・アー - "Here We Are" - 4:18（ローリー）
5. ハスラー - "Hustler" - 3:16（ダンバー、ローリー）
6. 果てしなき挑戦 - "Next" - 5:28（ハイディ・コッジェル、ダンバー、ローリー）
7. ニッケル・アンド・ダイム - "Nickel and Dime" - 4:13（ローリー、ショーン、ジョージ・ティックナー、ロス・ヴァロリー）
8. カーマ - "Karma" - 5:07（ダンバー、ローリー、ショーン）

## パーソネル

### バンド・メンバー
- グレッグ・ローリー - キーボード、リードヴォーカル、プロデューサー
- ニール・ショーン - アコースティックギター、エレクトリックギター、リードヴォーカル、プロデューサー
- ロス・ヴァロリー - ベースギター、バッキングヴォーカル、プロデューサー
- エインズレー・ダンバー - ドラム、パーカッション、プロデューサー

### アディショナル・メンバー
- Smiggy - エンジニア、ミキシング
- ブルース・ボトニック - マスタリング
- ハービー・ハーバート - ディレクター
- ブルース・スタインバーグ - アートダイレクション、デザイン、フォトグラフィー、カバーデザイン
- エリー・オバージル - デザイン
- マンスフィールド - スリーヴアート